# Флорес, Максимино
Максимино Флорес Родригез (род. 6 апреля 1991 года, Энсенада, Мексика) — мексиканский боксёр, чемпион мира в наилегчайшем весе (до 50,8 кг) по версии IBO. По версии BoxRec на 1 августа 2020 года занимает 31 место (4.616) среди боксеров наилегчайшего веса и 1174 место среди боксеров вне весовой категории. Является боксером промоутерской компании «Promociones Zanfer» известного в Мексике, Фернандо Бельтрана.

## Карьера

### 2010 год
Дебютировал в боксе в Мехико(Мексика) 6 марта нокаутом в 1 раунде Рамона Пена (0-8-1), бой проходил в первом наилегчайшем весе (до 49 кг). 27 марта выступил в родном городе Энсенада, где в первом же раунде нокаутировал дебютанта Альберто Альвареса. 14 мая в Гуасаве, (Синалоа, Мексика) выиграл нокаутом во 2 раунде Исраэля Руэласа (0-4-0), бой прошёл во втором наилегчайшем весе (до 52,2 кг). 4 июня в Тихуане выиграл нокаутом в 3 раунде Хорхе Герреро Агилара (0-1-0). 18 июня выиграл решением большинства судей (40-36 40-36 38-38) Серхио Нуньеса (0-3-0). 27 июля выиграл нокаутом в 1 раунде Хосе Эрнандеса Круса (0-2-0). 21 августа выиграл нокаутом в 4 раунде Хуго Хименеса (3-8-0).

### 2011 год
25 марта во второй раз выиграл решением большинства судей (59-55 59-56 57-57) Серхио Нуньеса(3-4-0). 25 июня Максимино впервые в карьере проиграл нокаутом во втором раунде крепкому середняку Валентину Леону(23-25-3). 11 августа выиграл нокаутом во втором раунде Роберто Переса (0-9-0). 8 октября выиграл нокаутом в 1 раунде Марио Лара Риверу(0-5-0).

### 2012 год
28 января в Тихуане выиграл нокаутом во 2 раунде Эрнесто Герерро(9-2-0), бой проходил в полулегком весе(до 57.2 кг или 126 фунтов). 5 мая выиграл нокаутом во 2 раунде Освальдо Ибарра(4-12-2). 27 июля в Энсенаде (Нижняя Калифорния), бой против Армандо Васкеса (22-10-1) из-за раннего рассечения, поединок признан " несостоявшимся ", бой проходил в первом наилегчайшем весе. 24 ноября встречаясь во второй раз Марио Лара Риверу (1-9-1), во второй раз в карьере проиграл но сейчас по причине отказа от продолжения боя в 1 раунде из-за травмы, бой проходил во втором наилегчайшем весе.

### 2013 год
12 апреля в третий раз встретился с Марио Лара Риверу (2-9-1) и выиграл его единогласным решением судей. 18 октября выиграл нокаутом в 4 раунде дебютанта Кристиана Гонсалеса Эрнандеза.

### 2014 год
24 августа выиграл нокаутом в 3 раунде Педро Палма (3-7-0). 20 сентября выиграл нокаутом во 2 раунде Эрика Хименеса Мальдонадо (0-7-0), бой проходил во втором наилегчайшем весе.

### 2015 год
14 февраля в городе Эрмосильо(Мексика) бой с Хильберто Парра (19-2-0) был признан «несостоявшимся» из-за травмы Хильберто в 1 раунде. 10 июля выиграл единогласным решением судей (99-91 98-92 99-91) Хосе Порталеса(10-2-1). 9 октября в 4 раз встретился с Марио Лара Риверу (6-12-3) выиграл решением большинства судей.

### 2016 год
6 февраля выиграл раздельным решением судей (80-73 80-77 74-78) Виктора Ифраина Сандована(12-2-0), бой прошел во втором наилегчайшем весе (до 52.2 кг или 118 фунтов). 28 мая Максимино впервые провел бой за пределами Мексике, на Филиппинах встретился с дважды претендентом на титул (в 2013 на титулы WBA и WBO, проиграл по очкам Хуану Франсиско Эстрада, и 2015 году Хавьеру Мендосе титул IBF) Миланом Мелиндой (33-2-0), Максимино проиграл технической остановкой боя в 7 раунде из-за сильного кровотечения. 20 августа выиграл нокаутом в 3 раунде Ариэля Гузмана (11-4-3). 9 декабря выиграл отказ от продолжения боя в 5 раунде непобежденного Анхеля Франсиско Рамоса (16-0-1).

### 2017 год
14 января в Текате выиграл единогласным решением судей (77-72 79-70 78-71) претендента на титул WBA (проиграл нокаутом Хуан Карлос Ревеко) Уллис Лара (17-14-2). 1 апреля в Тихуане бой с претендентом на титул IBF (проиграл в 2016 году Акира Яаегаси) Мартином Текуапетла(13-7-3) закрнчился ничьей(76-76 76-76 73-79). 12 августа в Монтеррее выиграл нокаутом в 6 раунде Давида Мартинеса(7-1-1). 7 октября в Лондоне встретился с непобежденным Эндрю Селби (9-0-0) проиграл единогласным решением судей (117—112 119—109 117—111), Максимино в чистую проиграл своему более сильному противнику.

### 2018 год
10 ноября выиграл нокаутом в 1 раунде Хорхе Мигеля Эрнандеса (4-11-0).

### 2019 год
2 марта в Тихуане свел бой в ничью (76-76 76-76 78-73) с американцем Девона Бимона (16-1-1). 25 августа Максимино вышел за вакантный титул IBO в наилегчайшем весе (до 50.8 кг или 112 фунтов) бой прошел Маниле, Филиппины, против Карло Кайсара Пенолоса(14-1-0), Максимино выиграл отказом от продолжения боя в 7 раунде из-за одностороннего избиения Пенолосы, все раунды остались за Максимино, и он стал новый чемпионом мира.